# Parras (Messico)
Parras è un comune del Messico, situato nello stato di Coahuila, il cui capoluogo è Parras de la Fuente.
Nel capoluogo nacque Francisco Madero, eroe della rivoluzione messicana e presidente del Messico dal 1911 al 1913.